# Овручко възвишение
Овручкото възвишение (Словенчанско-Овручко възвишение) (на украински: Словечансько-Овруцький кряж; на руски: Словенчанско-Овручская возвышенность) е изолирано възвишение в южната част на обширната физикогеографска област Полесие, разположено в северната част на Житомирска област в Украйна. Дължина около 50 km. Максимална височина 316 m 51°22′41″ с. ш. 28°15′44″ и. д. / 51.378056° с. ш. 28.262222° и. д., в западната му част, североизточно от село Городец. Изградено е от протерозойски кварцити и шисти, препокрити с льосовидни суглинки. От него водят началото си реките Словечна, Ясенец, Желон, Норин и др., всички от водосборния басейн на река Припят, десен приток на Днепър. Билото му е голо, а склоновете му са посрити със смесени гори, предимно бор, дъб и смърч. В източната му част е разположен град Овруч.

## Топографска карта
- М-35-Б М 1:500000[2]